# 돌종
"돌종"은 1978년에 개봉한 대한민국의 영화이다.

## 캐스팅
- 최남현
- 김윤경
- 이낙훈
- 장미화
- 문태선
- 조재성
- 최흥숙
- 김동근
- 김미경
- 최명희
- 장훈
- 문미봉
- 민의식
- 조일봉
- 임생출
- 이미경
- 김미영
- 김경난
- 양춘
- 정미경